# Lachesis (genere)
Lachesis  Daudin, 1803 è un genere di serpenti appartenente alla famiglia dei viperidi, diffusi nelle Americhe centro e meridionale, genere cui appartengono quattro specie. Il nome deriva da Lachesi, una delle tre Parche.

## Tassonomia
Sono al momento riconosciute quattro specie del genere Lachesis:
- Lachesis acrochorda (García, 1896)
- Lachesis melanocephala Solórzano & Cerdas, 1986
- Lachesis muta (Linnaeus, 1766)
- Lachesis stenophrys Cope, 1875